# Axia margarita
Axia margarita is een vlinder uit de familie Cimeliidae. De wetenschappelijke naam is voor het eerst geldig gepubliceerd in 1813 door Hübner.
De soort komt voor in Europa.